# Mesophlebion falcatilobum
Mesophlebion falcatilobum är en kärrbräkenväxtart som beskrevs av Holtt. Mesophlebion falcatilobum ingår i släktet Mesophlebion och familjen Thelypteridaceae. Utöver nominatformen finns också underarten M. f. apiculatum.